# Леннокс Льюис — Виталий Кличко
Леннокс Льюис против Виталия Кличко или же «Битва гигантов» (англ. Battle of the Titans) — боксёрский поединок в тяжёлом весе за титулы чемпиона мира по версиям IBO, WBC и The Ring, которыми обладал Леннокс Льюис. Бой состоялся 21 июня 2003 года в Стэйплс-центр, Лос-Анджелес. По ходу поединка доминировал Виталий Кличко, но в 3-м раунде Льюис нанёс удар, повлекший за собой рассечение, из-за которого после 6 раунда бой был остановлен. Леннокс Льюис одержал победу техническим нокаутом, хотя по очкам на момент остановки боя на всех судейских записках лидировал Виталий Кличко со счётом 58:56.
После поединка Льюис пообещал предоставить реванш Кличко, но Леннокс завершил карьеру, и реванш так и не состоялся.

## Предыстория
6 июня 2002 года Льюис нокаутировал в восьмом раунде Майка Тайсона, защитил свои титулы WBC, IBO и IBF, а также завоевал пояс авторитетного боксёрского журнала The Ring. После этой победы у Леннокса Льюиса последовал более чем годичный перерыв в карьере. Из-за отказа Льюиса провести защиту титула в бою против Криса Бёрда IBF лишила Льюиса своего пояса. Вместо боя с Бёрдом действующий чемпион мира начал переговоры с украинцем Виталием Кличко, который после победы над Ларри Дональдом техническим нокаутом в 10-м раунде стал претендентом № 1 в рейтинге WBC на титул чемпиона по версии всемирного боксёрского совета. Однако в начале 2003 года переговоры сорвались. После этого Льюис начал всерьёз задумываться над матчем-реваншем против Майка Тайсона, но WBC постановила, что второй бой между Льюисом и Тайсоном будет разрешён только в том случае, если победитель проведёт обязательную защиту против Виталия Кличко. В итоге Тайсон отказался от боя, а Льюис согласился на поединок против Кирка Джонсона. Планировалось, что в том поединке на кону будет стоять титул Международной боксёрской организации (IBO).
Бой должен был состояться 21 июня 2003 года, в андеркарте боксёрского вечера также должен был боксировать Виталий Кличко против Седрика Босвелла, а поединок между Кличко и Льюисом планировался на декабрь того же года. За несколько дней до боя Джонсон получил травму груди и был снят 6 июня. Ему была срочно найдена замена в лице Виталия Кличко, который 9 июня дал согласие на бой.

## Поединок

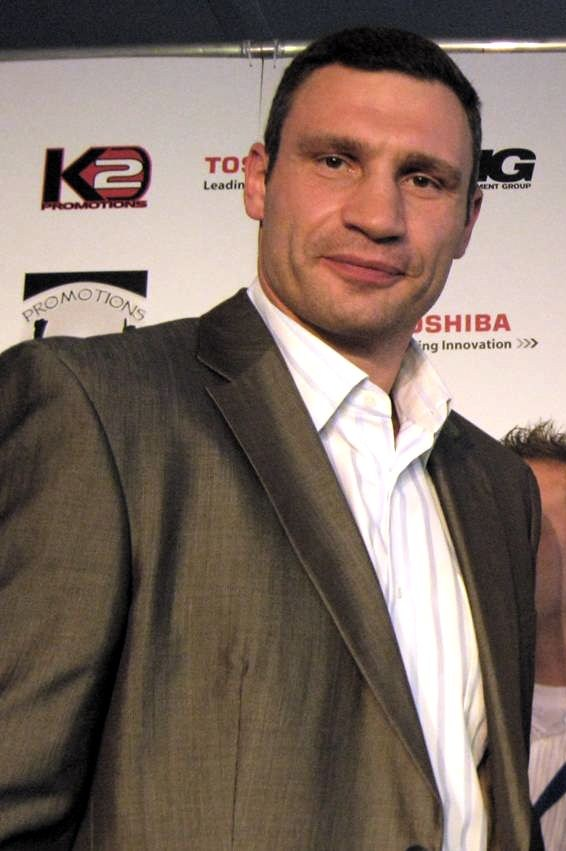
Виталий Кличко

На поединке присутствовало 15 000 человек.
Виталий Кличко вышел на ринг в качестве андердога (аутсайдера): ставки были 1:4 в пользу Льюиса — несмотря на это, Виталий Кличко доминировал на протяжении поединка.
В первых двух раундах Кличко провёл множество точных ударов в голову Льюиса. Во втором раунде Кличко нанёс правый удар, который пришёлся под левый глаз Льюису, вследствие чего образовалось рассечение. В результате два первых раунда остались за Кличко.

Виталий наносил удары со всех сторон, он страстно шёл в бой. Я понял, что у нас проблемы— Эмануэль Стюарт
Тренер Леннокса Льюиса — Эмануэль Стюарт — посоветовал своему подопечному начать давить на Кличко, а также использовать джебы и апперкоты. В начале третьего раунда Льюис нанёс мощный размашистый правый удар, что привело к рассечению над левым глазом у Виталия Кличко. Несмотря на это, Виталий продолжил боксировать. Весь раунд прошёл в размене ударов: по судейским запискам раунд остался за Льюисом. В начале первой минуты 4-го раунда Льюис и Кличко вошли в клинч, что привело к их падению. Льюис встал первым и подал руку Виталию. Весь четвёртый раунд Кличко работал на отходе, и раунд остался за ним.

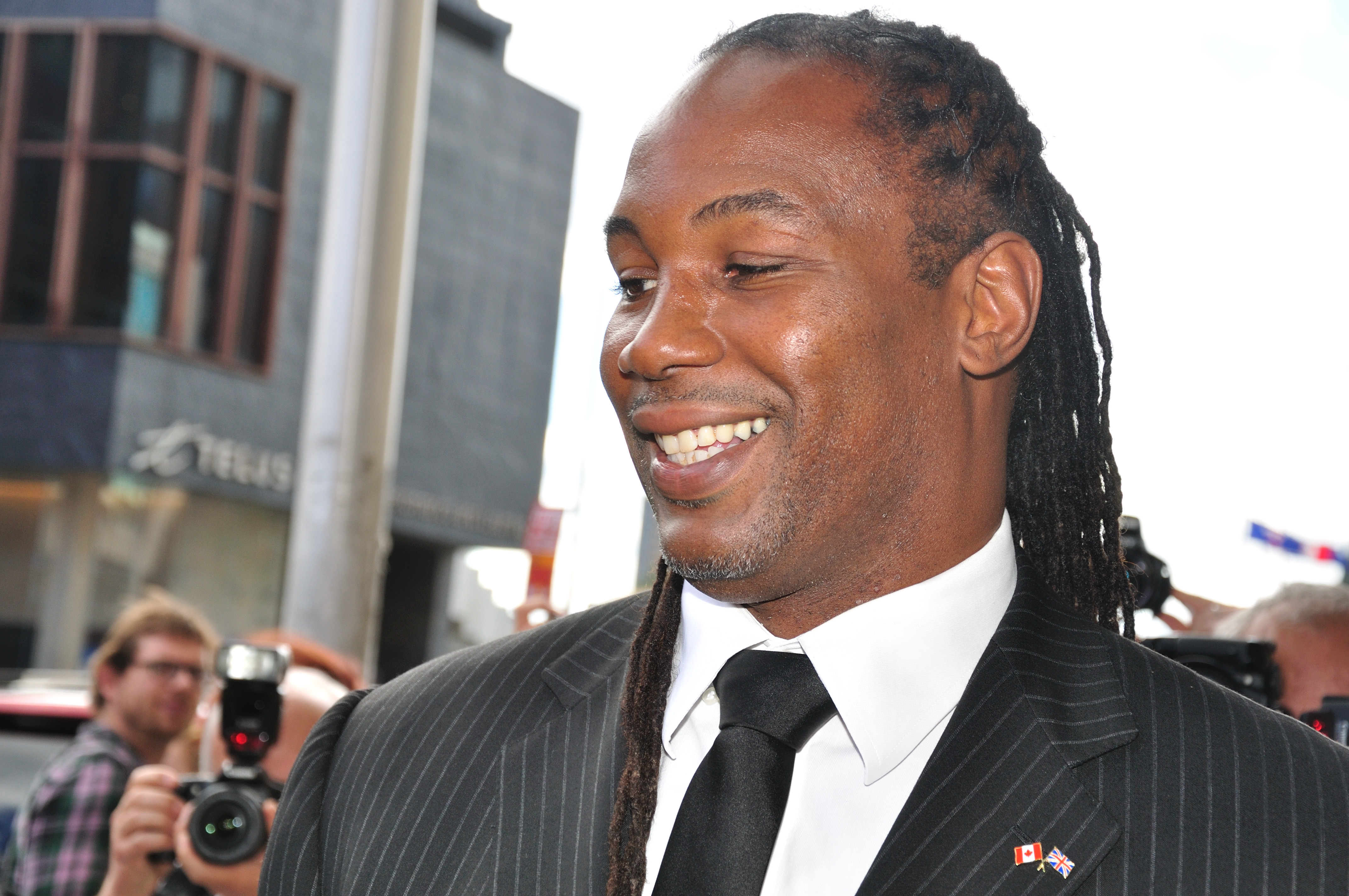
Леннокс Льюис

После окончания пятого раунда камера, установленная в углу Кличко, показала, что его рана заметно увеличилась, но, несмотря на это, Кличко всё же вышел на 6-й раунд. В этом раунде Леннокс, воспользовавшись тем, что Кличко начал хуже видеть левым глазом, нанёс мощный апперкот, после чего Виталий некоторое время находился в состоянии грогги. К этому моменту оба боксёра были измотаны, и бо́льшая часть оставшегося времени раунда прошла в клинче.
В перерыве между 6-м и 7-м раундами доктор Пол Уоллес посоветовал рефери Лу Морету остановить бой. Бой был остановлен, победу одержал Леннокс Льюис техническим нокаутом в 6-м раунде. По запискам всех трёх судей Виталий Кличко побеждал со счётом 58:56. В первые секунды после остановки поединка Виталий Кличко находился в недоумении, а позже начал криком настаивать на продолжении поединка.
В интервью после боя, данном Льюисом комментатору HBO Ларри Мерченту, на вопрос, знает ли Леннокс о том, что проигрывал по судейским запискам, боксер заявил, что Кличко повезло в тот момент, когда рефери остановил бой. При этом Льюис высоко оценил характер и боксёрский стиль Кличко. Виталий же заявил, что рана была нанесена головой и не мешала ему продолжать бой.
Гонорар Льюиса составил 7 000 000 долларов США, а Виталия Кличко — 1 400 000 долларов.

### Статистика ударов
| Джебы             | Льюис | Кличко |
| ----------------- | ----- | ------ |
| Попаданий         | 52    | 77     |
| Выброшено         | 120   | 240    |
| Процент попаданий | 43 %  | 32 %   |

| Силовые удары     | Льюис | Кличко |
| ----------------- | ----- | ------ |
| Попаданий         | 50    | 79     |
| Выброшено         | 102   | 192    |
| Процент попаданий | 49 %  | 41 %   |

| Всего выпущено ударов | Льюис | Кличко |
| --------------------- | ----- | ------ |
| Попаданий             | 102   | 156    |
| Выброшено             | 222   | 432    |
| Процент попаданий     | 46 %  | 36 %   |

### Судейские записки
| Судья           | Боксер         | Раунд | Раунд | Раунд | Раунд | Раунд | Раунд | Раунд                                               | Раунд                                               | Раунд                                               | Раунд                                               | Раунд                                               | Раунд                                               | Итого |
| Судья           | Боксер         | 1     | 2     | 3     | 4     | 5     | 6     | 7                                                   | 8                                                   | 9                                                   | 10                                                  | 11                                                  | 12                                                  | Итого |
| --------------- | -------------- | ----- | ----- | ----- | ----- | ----- | ----- | --------------------------------------------------- | --------------------------------------------------- | --------------------------------------------------- | --------------------------------------------------- | --------------------------------------------------- | --------------------------------------------------- | ----- |
| Пэт Рассел      | Леннокс Льюис  | 9     | 9     | 10    | 9     | 9     | 10    | Победа Льюиса после 6-го раунда ввиду остановки боя | Победа Льюиса после 6-го раунда ввиду остановки боя | Победа Льюиса после 6-го раунда ввиду остановки боя | Победа Льюиса после 6-го раунда ввиду остановки боя | Победа Льюиса после 6-го раунда ввиду остановки боя | Победа Льюиса после 6-го раунда ввиду остановки боя | 56    |
| Пэт Рассел      | Виталий Кличко | 10    | 10    | 9     | 10    | 10    | 9     | Победа Льюиса после 6-го раунда ввиду остановки боя | Победа Льюиса после 6-го раунда ввиду остановки боя | Победа Льюиса после 6-го раунда ввиду остановки боя | Победа Льюиса после 6-го раунда ввиду остановки боя | Победа Льюиса после 6-го раунда ввиду остановки боя | Победа Льюиса после 6-го раунда ввиду остановки боя | 58    |
|                 |                |       |       |       |       |       |       |                                                     |                                                     |                                                     |                                                     |                                                     |                                                     |       |
| Джеймс Джен-Кин | Леннокс Льюис  | 9     | 9     | 9     | 9     | 10    | 10    | Победа Льюиса после 6-го раунда ввиду остановки боя | Победа Льюиса после 6-го раунда ввиду остановки боя | Победа Льюиса после 6-го раунда ввиду остановки боя | Победа Льюиса после 6-го раунда ввиду остановки боя | Победа Льюиса после 6-го раунда ввиду остановки боя | Победа Льюиса после 6-го раунда ввиду остановки боя | 56    |
| Джеймс Джен-Кин | Виталий Кличко | 10    | 10    | 10    | 10    | 9     | 9     | Победа Льюиса после 6-го раунда ввиду остановки боя | Победа Льюиса после 6-го раунда ввиду остановки боя | Победа Льюиса после 6-го раунда ввиду остановки боя | Победа Льюиса после 6-го раунда ввиду остановки боя | Победа Льюиса после 6-го раунда ввиду остановки боя | Победа Льюиса после 6-го раунда ввиду остановки боя | 58    |
|                 |                |       |       |       |       |       |       |                                                     |                                                     |                                                     |                                                     |                                                     |                                                     |       |
| Том Казмарек    | Леннокс Льюис  | 9     | 9     | 10    | 9     | 9     | 10    | Победа Льюиса после 6-го раунда ввиду остановки боя | Победа Льюиса после 6-го раунда ввиду остановки боя | Победа Льюиса после 6-го раунда ввиду остановки боя | Победа Льюиса после 6-го раунда ввиду остановки боя | Победа Льюиса после 6-го раунда ввиду остановки боя | Победа Льюиса после 6-го раунда ввиду остановки боя | 56    |
| Том Казмарек    | Виталий Кличко | 10    | 10    | 9     | 10    | 10    | 9     | Победа Льюиса после 6-го раунда ввиду остановки боя | Победа Льюиса после 6-го раунда ввиду остановки боя | Победа Льюиса после 6-го раунда ввиду остановки боя | Победа Льюиса после 6-го раунда ввиду остановки боя | Победа Льюиса после 6-го раунда ввиду остановки боя | Победа Льюиса после 6-го раунда ввиду остановки боя | 58    |

## Несостоявшийся реванш
В конце июня 2003 года было объявлено о том, что Виталий Кличко сделает вынужденный полугодичный перерыв в карьере из-за пяти рассечений, полученных во время боя с Льюисом. 2 июля 2003 года в интервью газете «Sport news» Льюис заявил, что уже начались переговоры о матче-реванше, который предполагалось провести в ноябре — декабре того же года. Предварительно реванш был назначен на 6 декабря, но 5 августа директор боксёрского клуба Universum, — за который в тот момент выступали братья Кличко, заявил, что Льюис сообщил ему о том, что не планирует проводить бои до конца 2003 года.
Вместо поединка-реванша Кличко — Льюис 6 декабря 2003 года состоялся бой Виталия Кличко против Кирка Джонсона (боксёра, травмировавшегося накануне боя 21 июня): на кону стояла возможность боя с Льюисом за титул чемпиона мира в супертяжёлом весе по версии WBC. Поединок завершился победой Кличко техническим нокаутом во 2-м раунде. 6 февраля 2004 года Леннокс Льюис написал открытое письмо, в котором объявил о завершении своей карьеры профессионального боксёра.
В начале июля 2018 года в СМИ появилась информация о том, что в рамках 56-го конгресса WBC, который должен пройти в Киеве с 30 сентября по 5 октября 2018 года, состоится показательный матч-реванш между Льюисом и Кличко. Через несколько дней после данного объявления Льюис заявил, что ничего не знает о матче-реванше.

## Андеркард
В таблице перечислены результаты всех поединков боксёров.
В каждой строке указан результат поединка. Дополнительно номер поединка обозначен цветом, который обозначает итог поединка. Расшифровка обозначений и цветов представлена в нижеследующей таблице.
| Пример | Расшифровка                     |
| ------ | ------------------------------- |
|        | Победа                          |
|        | Ничья                           |
|        | Поражение                       |
|        | Планируемый поединок            |
|        | Поединок признан несостоявшимся |
| КО     | Нокаут                          |
| ТКО    | Технический нокаут              |
| PTS    | Решение судей (по очкам)        |
| UD     | Единогласное решение судей      |
| MD     | Решение большинства судей       |
| SD     | Раздельное решение судей        |
| RTD    | Отказ от продолжения боя        |
| DQ     | Дисквалификация                 |
| NC     | Поединок признан несостоявшимся |

| Боксёр                 | Итог боя   | Боксёр                     |
| ---------------------- | ---------- | -------------------------- |
| Леннокс Льюис (40-2-1) | TKO6 (12)  | Виталий Кличко (32-1-0)    |
| Филлип Нду (30-1)      | TKO4 (10)  | Йони Варгас (24-4)         |
| Берт Шенк (32-1)       | TKO6 (10)  | Леонард Таунсенд (37-14-1) |
| Лейла Али (14-0)       | TKO6 (8×2) | Валери Махфуд (13-5)       |
| Вильям Абелян (22-4-1) | KO3 (8)    | Алехандро Эстрада (26-2-3) |
| Лючия Райкер (15-0)    | UD8 (8×2)  | Джейн Коуч (20-4)          |
| Сэмюэл Питер (13-0)    | TKO4 (6)   | Лайл МакДауэлл (27-9-1)    |